# Легка атлетика на Літній універсіаді 1961
Змагання з легкої атлетики на Літній універсіаді 1961 проходили 31 серпня — 3 вересня в Софії на стадіоні «Васил Левський».
Окрасою змагань стали два світових рекорди, встановлені радянськими легкоатлетами — Валерієм Брумелем у стрибках у висоту (2,25) та Тамарою Пресс у метанні диска (58,06).

## Призери

### Чоловіки
| Дисципліни             | Золото                                                               | Золото           | Срібло                                                               | Срібло           | Бронза                                                               | Бронза           |
| ---------------------- | -------------------------------------------------------------------- | ---------------- | -------------------------------------------------------------------- | ---------------- | -------------------------------------------------------------------- | ---------------- |
| 100 метрів             | Енріке Фігерола Куба                                                 | 10,3 (10,38)     | Бервін Джонс Велика Британія                                         | 10,5 (10,59)     | Ласло Міхайфі Угорщина                                               | 10,6 (10,65)     |
| 200 метрів             | Ласло Міхайфі Угорщина                                               | 21,1 (21,27)     | Браян Смуха Велика Британія                                          | 21,2 (21,40)     | Браян Енсон Велика Британія                                          | 21,4 (21,51)     |
| 400 метрів             | Йозеф Троусіл Чехословаччина                                         | 47,4 (47,51)     | Жак Пеннвар Бельгія                                                  | 47,9 (48,06)     | Отто Грассхофф ФРН                                                   | 48,4 (48,53)     |
| 800 метрів             | Рон Ділейні Ірландія                                                 | 1.51,1           | Рудольф Клабан Австрія                                               | 1.51,4           | Вольфганг Шолль ФРН                                                  | 1.51,6           |
| 1500 метрів            | Томаш Салінджер Чехословаччина                                       | 3.45,7 (3.45,75) | Золтан Вамош Румунія                                                 | 3.45,8 (3.45,85) | Рудольф Клабан Австрія                                               | 3.46,1 (3.46,16) |
| 5000 метрів            | Янош Пінтер Угорщина                                                 | 14.23,4          | Андрей Барабас Румунія                                               | 14.23,8          | Петер Кубицькі ФРН                                                   | 14.23,8          |
| 110 метрів з бар'єрами | Валентин Чистяков СРСР                                               | 14,1 (14,33)     | Клаус Віллімчик ФРН                                                  | 14,4 (14,62)     | Веслав Кроль Польща                                                  | 14,6 (14,81)     |
| 400 метрів з бар'єрами | Сальваторе Морале Італія                                             | 50,0 (50,14)     | Георгій Чевичалов СРСР                                               | 51,7 (51,80)     | Еліо Катола Італія                                                   | 52,3 (52,33)     |
| 4×100 метрів           | СРСРЛеонід Бартенєв Валентин Чистяков Анатолій Михайлов Едвін Озолін | 41,1 (41,22)     | ЯпоніяАсай Кійосі Хаясе Хіротада Муро Йодзіро Окадзакі Такаюкі       | 41,2 (41,30)     | ФРНГанс-Юрген Фельзен Рудольф Зундерманн Гінрік Гельмке Йоахім Гутер | 41,3 (41,35)     |
| 4×400 метрів           | ФРНПетер Гоппе Вольфганг Шолль Отто Грассхофф Альберт Гравітц        | 3.10,5 (3.10,56) | ЧехословаччинаЙозеф Троусіл Йозеф Одложіл Мілан Їлек Томаш Салінджер | 3.12,9 (3.12,93) | Велика БританіяМензіс Кемпбелл Джон Купер Майк Фліт Майк Робінсон    | 3.14,5 (3.14,63) |
| Стрибки у висоту       | Валерій Брумель СРСР                                                 | 2,25 WR          | Ігор Кашкаров СРСР                                                   | 2,08             | Мілан Валента Чехословаччина                                         | 2,03             |
| Стрибки з жердиною     | Дімітар Хлебаров Болгарія                                            | 4,52             | Жерар Барра Швейцарія                                                | 4,52             | Ігор Петренко СРСР                                                   | 4,52             |
| Стрибки в довжину      | Ігор Тер-Ованесян СРСР                                               | 7,90w            | Окадзакі Такаюкі Японія                                              | 7,67w            | Іван Іванов Болгарія                                                 | 7,58w            |
| Потрійний стрибок      | Сорін Йоан Румунія                                                   | 15,93            | Олег Ряховський СРСР                                                 | 15,85            | Ота Томіо Японія                                                     | 15,65            |
| Штовхання ядра         | Віктор Ліпсніс СРСР                                                  | 18,00            | Дітер Урбах ФРН                                                      | 17,64            | Жигмонд Надь Угорщина                                                | 17,57            |
| Метання диска          | Едмунд Пемковський Польща                                            | 59,15            | Каупо Метсур СРСР                                                    | 54,20            | Віргіл Манолеску Румунія                                             | 52,52            |
| Метання молота         | Дьюла Живоцький Угорщина                                             | 64,62            | Геннадій Кондрашов СРСР                                              | 63,38            | Джон Лоулор Ірландія                                                 | 63,33            |
| Метання списа          | Гергей Кульчар Угорщина                                              | 77,65            | Януш Сідло Польща                                                    | 77.48            | Рольф Герінгс ФРН                                                    | 75.67            |
| Десятиборство          | Василь Кузнєцов СРСР                                                 | 7918             | Мілан Кузьманов Болгарія                                             | 6226             | Клаус-Дітер Репер ФРН                                                | 6209             |

### Жінки
| Дисципліни            | Золото                                                          | Золото           | Срібло                                                                          | Срібло           | Бронза                                                                 | Бронза           |
| --------------------- | --------------------------------------------------------------- | ---------------- | ------------------------------------------------------------------------------- | ---------------- | ---------------------------------------------------------------------- | ---------------- |
| 100 метрів            | Тетяна Щелканова СРСР                                           | 11,7 (11,78)     | Галина Попова СРСР                                                              | 11,9 (11,90)     | Джоан Аткінсон Велика Британія                                         | 11,9 (11,93)     |
| 200 метрів            | Барбара Янішевська Польща                                       | 24,3 (24,44)     | Джоан Аткінсон Велика Британія                                                  | 24,4 (24,49)     | Віра Кабренюк СРСР                                                     | 24,6 (24,70)     |
| 800 метрів            | Антьє Гляйхфельд ФРН                                            | 2.07,7 (2.07,76) | Флоріка Греческу Румунія                                                        | 2.08,6 (2.08,67) | Цветана Ісаєва Болгарія                                                | 2.12,5 (2.12,59) |
| 80 метрів з бар'єрами | Ірина Пресс СРСР                                                | 10,8 (10,90)     | Римма Кошелєва СРСР                                                             | 10,9 (11,01)     | Сніжана Керкова Болгарія                                               | 11,0 (11,09)     |
| 4×100 метрів          | СРСРІрина Пресс Тетяна Щелканова Римма Кошелєва Лариса Кулєшова | 46,2             | ПольщаМирослава Салачинська Ірена Щупак Ельжбета Кшесіньська Барбара Янішевська | 47,6             | БолгаріяСтефка Ілієва Діана Йоргова Світлана Єсаєва Россиця Маджарська | 47,9             |
| Стрибки у висоту      | Йоланда Балаш Румунія                                           | 1,85             | Клара Пушкарьова СРСР                                                           | 1,67             | Тельма Гопкінс Велика Британія                                         | 1,65             |
| Стрибки в довжину     | Тетяна Щелканова СРСР                                           | 6,49             | Діана Йоргова Болгарія                                                          | 6,12             | Ельжбета Кшесіньська Польща                                            | 6,11             |
| Штовхання ядра        | Тамара Пресс СРСР                                               | 17,12            | Ірина Пресс СРСР                                                                | 15,61            | Ана Рот Румунія                                                        | 15,59            |
| Метання диска         | Тамара Пресс СРСР                                               | 58,06 WR         | Антоніна Золотухіна СРСР                                                        | 53,82            | Йолан Кончек Угорщина                                                  | 52,51            |
| Метання списа         | Олена Горчакова СРСР                                            | 51,39            | Марія Д'яконеску Румунія                                                        | 50,64            | Альмут Бреммель ФРН                                                    | 47,65            |

## Медальний залік
| Місце                | Країна               | Золото | Срібло | Бронза | Загалом |
| -------------------- | -------------------- | ------ | ------ | ------ | ------- |
| 1                    | СРСР                 | 13     | 10     | 2      | 25      |
| 2                    | Угорщина             | 4      | 0      | 3      | 7       |
| 3                    | Румунія              | 2      | 4      | 2      | 8       |
| 4                    | ФРН                  | 2      | 2      | 7      | 11      |
| 5                    | Польща               | 2      | 2      | 2      | 6       |
| 6                    | Чехословаччина       | 2      | 1      | 1      | 4       |
| 7                    | Болгарія             | 1      | 2      | 4      | 7       |
| 8                    | Ірландія             | 1      | 0      | 1      | 2       |
| 8                    | Італія               | 1      | 0      | 1      | 2       |
| 10                   | Куба                 | 1      | 0      | 0      | 1       |
| 11                   | Велика Британія      | 0      | 3      | 4      | 7       |
| 12                   | Японія               | 0      | 2      | 1      | 3       |
| 13                   | Австрія              | 0      | 1      | 1      | 2       |
| 14                   | Бельгія              | 0      | 1      | 0      | 1       |
| 14                   | Швейцарія            | 0      | 1      | 0      | 1       |
| Загалом (15 збірних) | Загалом (15 збірних) | 29     | 29     | 29     | 87      |

## Виступ українців
| Чоловіки (3) | Чоловіки (3)    | Чоловіки (3) | Чоловіки (3) |
| Місце        | Атлет           | Дисципліна   | Результат    |
| ------------ | --------------- | ------------ | ------------ |
| 1            | Леонід Бартенєв | 4×100 м      | 41,1         |
| 1            | Віктор Ліпсніс  | ядро         | 18,00        |
| 3            | Ігор Петренко   | жердина      | 4,52         |
|              | Леонід Бартенєв | 200 м        | 21,58        |

| Жінки (0)                     | Жінки (0) | Жінки (0)  | Жінки (0) |
| Місце                         | Атлетка   | Дисципліна | Результат |
| ----------------------------- | --------- | ---------- | --------- |
| без медалей (участі не брали) |           |            |           |